# Những kẻ xấu xa
Những kẻ xấu xa (tên tiếng Anh: The Bad Guys) là một bộ phim điện ảnh hoạt hình máy tính thuộc thể loại hài – tội phạm của Mỹ ra mắt vào năm 2022 được DreamWorks Animation sản xuất và phân phối bởi Universal Pictures. Dựa trên bộ truyện thiếu nhi cùng tên của Aaron Blabey, phim do Pierre Perfiel làm đạo diễn, với sự tham gia lồng tiếng của Sam Rockwell, Marc Maron, Craig Robinson, Anthony Ramos, Awkwafina, Richard Ayoade, Zazie Beetz, Lilly Singh và Alex Borstein.
Những kẻ xấu xa được Universal Pictures phát hành tại các rạp chiếu phim ở Việt Nam vào ngày 25 tháng 3 năm 2022, và ở Hoa Kỳ vào 22 tháng 4 năm 2022 dưới định dạng 2D, RealD 3D và IMAX.

## Nội dung
Những kẻ xấu xa xoay quanh một nhóm động vật sống ngoài vòng pháp luật bao gồm đầu sỏ Sói xấu xa cùng các đồng đội: cô Nhện, anh Cá Mập, anh Cá Hổ và anh Rắn. Trong quá khứ, năm người này là những tên tội phạm “máu mặt” chuyên thực hiện những vụ trộm cắp trong thành phố. Tuy nhiên, nhiệm vụ mới họ thực hiện lần này sẽ khác hoàn toàn các lần trước, một thử thách được cho là “không tưởng”, đó chính là: cải tà quy chính - trở thành “công dân kiểu mẫu”.

## Diễn viên
- Sam Rockwell lồng tiếng vai Anh Sói, một con sói xám chuyên móc túi và là thủ lĩnh của Băng Những kẻ xấu xa.
- Marc Maron lồng tiếng vai Anh Rắn, một con trăn Miến Điện mỉa mai chuyên bẻ khóa két sắt.
- Craig Robinson lồng tiếng vai Anh Cá Mập, một con cá mập trắng lớn và là bậc thầy ngụy trang.
- Anthony Ramos lồng tiếng vai Anh Cá Hổ, một con cá piranha bụng đỏ Bolivia cơ bắp dễ nổi cáu.
- Awkwafina lồng tiếng vai Cô Nhện, một con nhện chân đỏ chanh chua và là bậc thầy hacker, còn được biết đến với tên gọi vai "Webs" hoặc "Mata Hiary".
- Richard Ayoade lồng tiếng vai Giáo sư Marmalade, một con chuột lang nhà kiêu ngạo và là một nhà nhân đạo, người luôn giúp nhóm của Anh Sói bắt đầu những khế ước tốt.
- Zazie Beetz lồng tiếng vai Diane Foxington, một con cáo đỏ và là người yêu lý tưởng của Anh Sói.
- Lilly Singh lồng tiếng vai Tiffany Fluffit, một biên tập viên thời sự địa phương.
- Alex Borstein lồng tiếng vai Cảnh sát trưởng Luggins, một cảnh sát trưởng nóng tính.[5]

## Sản xuất
Vào ngày 22 tháng 7, 2017, tờ The Daily Telegraph của Úc thông báo rằng một số hãng phim đã bày tỏ sự quan tâm đến với việc chuyển thể bộ truyện của Aaron Blabey thành phim. Tháng 3 năm 2018, Variety đã đưa tin về việc DreamWorks Animation sẽ phát triển một bộ phim dựa trên bộ truyện với kịch bản sẽ do Etan Cohen đảm nhiệm. Một năm sau, vào tháng 10, có thông báo về việc chiếc ghế đạo diễn của phim sẽ thuộc về Pierre Perifel và đây cũng là bộ phim đạo diễn đầu tay của anh với Cohen và Hilary Winston sẽ là đồng biên kịch của dự án. Phim được mô tả sẽ có "một sự phát triển giống như thể loại trộm cướp như Shrek đã làm với truyện cổ tích và những gì Kung Fu Panda đã làm với thể loại kung fu". Đoàn phim được tiết lộ rằng đã phải làm việc từ xa trong Đại dịch COVID-19.
Ngày 28 tháng 7 năm 2021, dàn diễn viên lồng tiếng của phim đã được công bố bởi Etan Cohen và tác giả của quyền sách Aaron Blabey và Patrick Hughes cũng sẽ trở thành đồng giám đốc sản xuất cho bộ phim. Trong cùng ngày, đạo diễn Pierre Perifel cũng tiết lộ về dàn nhân vật trên tài khoản Instagram của anh. Vào ngày 22 tháng 6, 2021, Daniel Pemberton đã ký kết để trở thành nhà soạn nhạc của phim.

## Phát hành
Ngày 7 tháng 10, 2019, phim được thông báo sẽ công chiếu tại các rạp chiếu vào ngày 17 tháng 9 năm 2021 tiếp nối ngày ra mắt của Spooky Jack. Tuy nhiên, tháng 12 năm 2020, phim bị trì hoãn và được thay thế bằng Nhóc trùm: Nối nghiệp gia đình và được xác nhận sẽ có thông tin về ngày công chiếu mới "trong tuần tới" vì ảnh hưởng của đại dịch COVID-19. Vào tháng 3 năm 2021, ngày ra mắt mới của phim được công bố là ngày 15 tháng 4 năm 2022. Tháng 10, 2021, phim lại tiếp tục bị đẩy lùi công chiếu một tuần tức ngày 22 tháng 4. Phim cũng được dự kiến sẽ phát trực tuyến 45 ngày trên Peacock sau khi phát hành tại các rạp chiếu ở Hoa Kỳ, tiếp theo đó phim sẽ được chiếu trên nền tảng Netflix sau 4 tháng độc quyền trên Peacock.

## Tương lai
Vào tháng 4 năm 2022, sau bộ phim đã phát hành, Perifel nói rằng anh muốn làm phần tiếp theo của nó.